# Gitanos

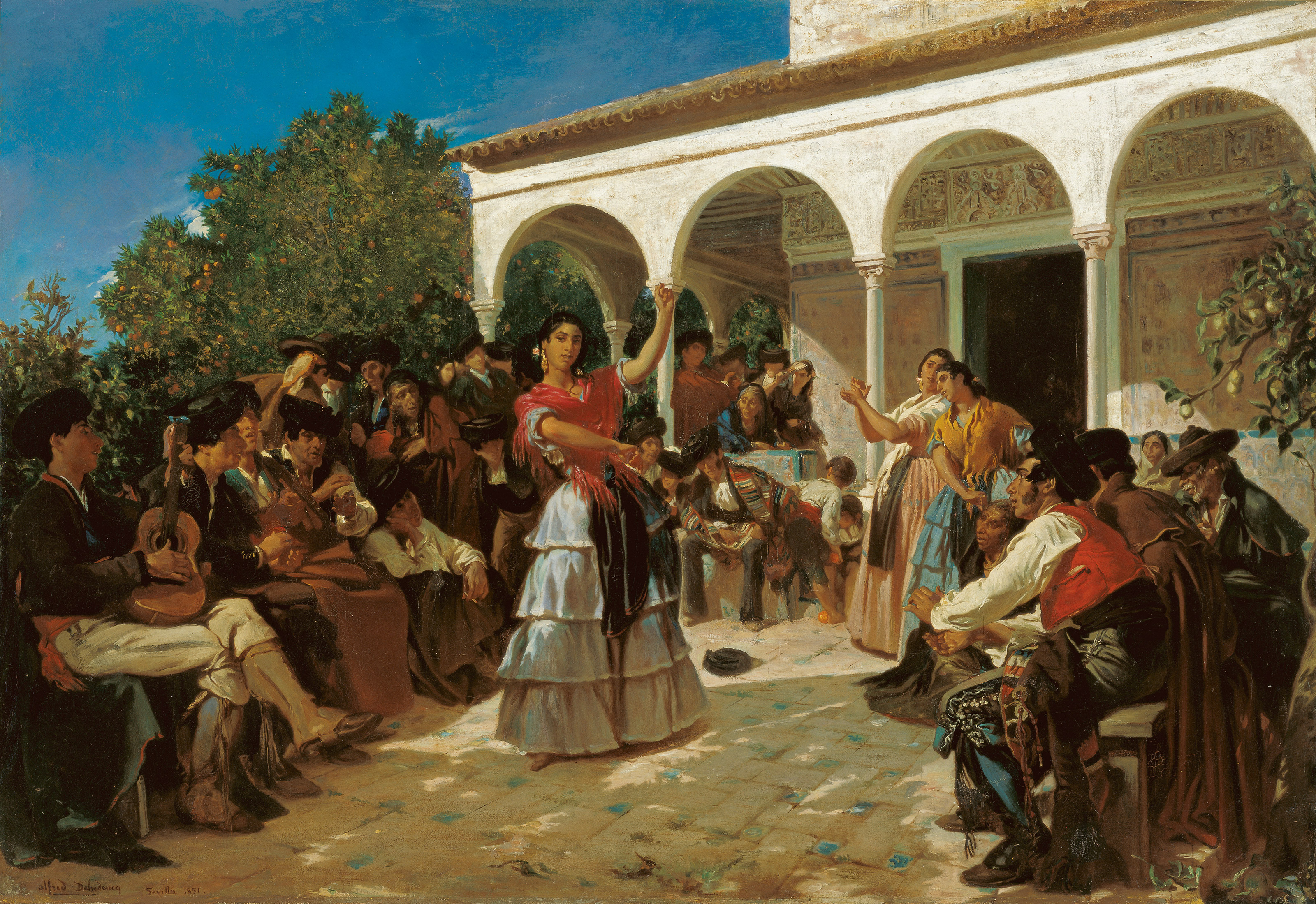
Taniec cygański w ogrodach Alcázaru, Alfred Dehodencq

Gitanos (dosł. Cyganie) – określenie stosowane wobec ludności romskiej zamieszkującej Hiszpanię od kilku stuleci. Obecnie najliczniejsza społeczność Gitanos zamieszkuje Andaluzję.
Wielkość populacji tej grupy szacowana jest na ok. 700 tys. osób, co czyni ją jedną z najliczniejszych grup romskich w Europie (po Rumunii i Bułgarii). Przodkowie Gitanos dotarli do Hiszpanii od strony Francji, wędrując z terenów Półwyspu Bałkańskiego. Jednym z aktów prawnych skierowanych do tej społeczności był edykt z 1499, który nakazywał m.in. porzucenie wędrownego trybu życia i podjęcie stałej pracy. W rezultacie osoby, które nie podporządkowały się temu prawu musiały opuścić Hiszpanię lub też zagrożone były pojmaniem i utratą wolności osobistej. Jako kary stosowano także chłostę, wiosłowanie na galerach lub śmierć. Zjawisko nomadyzmu zwalczano także w późniejszych wiekach, m.in. w epoce frankizmu.